# Challenger de Santiago 2023
El torneo Challenger de Santiago 2023, denominado por razones de patrocinio Copa KIA Challenger de Santiago fue un torneo de tenis perteneció al ATP Challenger Tour 2023 en la categoría Challenger 75. Se trató de la 17.ª edición, el torneo tuvo lugar en la ciudad de Santiago (Chile), desde el 6 hasta el 12 de marzo de 2023 sobre pista de tierra batida al aire libre.

## Jugadores participantes del cuadro de individuales
| Favorito | País                 | Jugador               | Rank1 | Posición en el torneo |
| -------- | -------------------- | --------------------- | ----- | --------------------- |
| 1        | Bandera de Chile     | Nicolás Jarry         | 87    | Baja                  |
| 2        | Bandera de Italia    | Marco Cecchinato      | 91    | Primera ronda         |
| 3        | Bandera de Argentina | Facundo Bagnis        | 94    | Cuartos de final      |
| 4        | Bandera de Bolivia   | Hugo Dellien          | 96    | CAMPEÓN               |
| 5        | Bandera de Argentina | Juan Manuel Cerúndolo | 108   | Primera ronda         |
| 6        | Bandera de Argentina | Camilo Ugo Carabelli  | 122   | Segunda ronda         |
| 7        | Bandera de Italia    | Franco Agamenone      | 164   | Cuartos de final      |
| 8        | Bandera de Argentina | Facundo Díaz Acosta   | 171   | Semifinales           |

- 1 Se ha tomado en cuenta el ranking del 27 de febrero de 2023.

### Otros participantes
Los siguientes jugadores recibieron una invitación (wild card), por lo tanto ingresan directamente al cuadro principal (WC):
- Gonzalo Lama
- Matías Soto
- Nicolás Villalón

Los siguientes jugadores ingresan al cuadro principal tras disputar el cuadro clasificatorio (Q):
- Daniel Dutra da Silva
- Federico Gaio
- Hugo Gaston
- Álvaro López San Martín
- Thiago Seyboth Wild
- Juan Bautista Torres

## Campeones

### Individual Masculino
- Hugo Dellien derrotó en la final a  Thiago Seyboth Wild, 3–6, 6–3, 6–3

### Dobles Masculino
- Pedro Boscardin Dias /  João Lucas Reis da Silva derrotaron en la final a  Diego Hidalgo /  Cristian Rodríguez, 6–4, 3–6, [10–7]